# Fantafestival
Il Fantafestival (Mostra Internazionale del cinema di fantascienza e del fantastico) è un festival cinematografico che si tiene in Italia dedicato al genere fantastico (fantascienza, fantasy, horror).

## Storia
È stato fondato nel 1981 da Alberto Ravaglioli, affiancato dal 1983 nella direzione da Adriano Pintaldi. Nel 2019 la direzione è passata a Michele De Angelis e Simone Starace. Nel 2024 la direzione artistica è tornata a Marcello Rossi e Luca Ruocco, che avevano già diretto il festival nel 2018. Il festival si è da tempo affermato come uno dei maggiori eventi italiani specializzati nel cinema fantastico e si è collocato nel novero delle più importanti manifestazioni internazionali del genere. Ha presentato e lanciato in Italia registi divenuti poi tra i più conosciuti nel cinema fantastico mondiale. L'elenco degli ospiti d'onore include tutti i nomi più importanti del genere, da attori quali Vincent Price, Christopher Lee, Peter Cushing, John Carradine, Rutger Hauer, Robert Englund, fino a registi e produttori come Roger Corman, Freddie Francis, George A. Romero, Alejandro Jodorowsky, Sam Raimi, Peter Jackson e, fra gli italiani, Lucio Fulci, Riccardo Freda, Dario Argento e Lamberto Bava.
La sede principale del festival è a Roma, tuttavia sono state organizzate edizioni in numerose città italiane, tra cui Milano, Napoli, Genova, Verona, Parma e Ravenna.
Il Fantafestival ha promosso la costituzione della European Fantastic Film Festivals Federation che raccoglie iniziative analoghe che si tengono in Francia, Spagna, Belgio, Portogallo, Paesi Bassi e Germania, coordinandone ed armonizzandone le iniziative.
Una particolare attenzione è dedicata alla produzione dei giovani registi italiani dei quali è stato creato un database nazionale all'interno dal sito ufficiale della manifestazione.

## Albo d'oro
2024
- Pipistrello d'Oro Miglior Lungometraggio: Animale, regia di Emma Benestane
- Pipistrello d’Oro per il Miglior Cortometraggio: Playing God di Matteo Burani
- Pipistrello d’Oro alla carriera: Massimo Antonello Geleng
- Menzione speciale Pallottola d’Argento: Zeph E. Daniel

2023
- Pipistrello d'Oro Miglior Lungometraggio: Viking, regia di Stéphane Lafleur
- Menzione speciale: Eight Eyes, regia di Austin Jennings
- Pipistrello d'Argento Miglior Cortometraggio Internazionale: Flashback Before Death, regia di Hiroyuki Onogawa e Rii Ishihara
- Pipistrello d'Argento Miglior Cortometraggio Italiano: L'isola dei resuscitati morti, regia di Domenico Montixi
- Pipistrello d'Oro alla carriera: Stefania Casini

2022
- Pipistrello d'Oro Miglior Lungometraggio: The Day I Found A Girl In The Trash, regia di Michal Krzywicki
- Pipistrello d'Argento Miglior Cortometraggio Internazionale: The Tenant, regia di Lucas Paulino e Ángel Torre
- Pipistrello d'Argento Miglior Cortometraggio Italiano: Pluto, regia di Ivan Saudelli

2021
- Pipistrello d'Oro Miglior Lungometraggio: Beyond the Infinite Two Minutes, regia di Junta Yamaguchi
- Pipistrello d'Argento Miglior Cortometraggio Internazionale: They're Here, regia di Sid Zanforlin
- Pipistrello d'Argento Miglior Cortometraggio Italiano: The Recycling Man, regia di Carlo Ballauri
- Pipistrello d'Oro alla carriera: Gianni Romoli

2020
- Pipistrello d'Oro Miglior Lungometraggio: Tezuka's Barbara, regia di Macoto Tezka
- Pipistrello d'Argento Miglior Cortometraggio: The Appointment, regia di Alexandre Singh

2019
- Pipistrello d'Oro Miglior Lungometraggio: Werewolf, regia di Adrian Panek
- Pipistrello d'Argento Miglior Cortometraggio Internazionale: The Nix, regia di Nicolai G.H. Johansen
- Pipistrello d'Argento Miglior Cortometraggio Italiano: Aria, regia di Brando De Sica
- Pipistrello d'Oro alla carriera: Pupi Avati
- Pipistrello d'Oro alla carriera: Jack Sholder
- Pipistrello d'Argento alla carriera: Christina Lindberg
- Pipistrello d'Argento alla carriera: Eckhart Schmidt
- Pipistrello d'Argento alla carriera: Robert Sigl
- Pipistrello d'Argento alla carriera: Mariano Baino
- Pipistrello d'Argento alla carriera: Coralina Cataldi Tassoni

2018
- Pipistrello d'Oro Miglior Lungometraggio: Framed, regia di Marc Martínez Jordán
- Pipistrello d'Oro Miglior Cortometraggio: The Essence of Everything, regia di Daniele Barbiero
- Premio Mario Bava Miglior Lungometraggio: Go home - A casa loro, regia di Luna Gualano
- Premio Mario Bava Miglior Cortometraggio: Insetti, regia di Gianluca Manzetti
- Premio del pubblico Miglior Lungometraggio: Nevermind, regia di Eros Puglielli

2017
- Pipistrello d'Oro Miglior Lungometraggio Straniero: Matar A Dios, regia di Caye Casas and Albert Pintó
- Pipistrello d'Oro Miglior Cortometraggio Straniero: Cuerno Oe Hueso, regia di Adrián López
- Pipistrello d'Oro Miglior Lungometraggio Italiano: Almost Dead, regia di Giorgio Bruno
- Pipistrello d'Oro Miglior Cortometraggio Italiano: I vampiri sognano le fate d’inverno?, regia di Claudio Chiaverotti
- Mario Bava Award: The Antithesis, regia di Francesco Mirabelli
- Premio alla carriera: Luigi Cozzi
- Premio alla carriera: Biagio Proietti

2016
- Pipistrello d'Oro Miglior Lungometraggio Straniero: Testigo Íntimo, regia di Santiago Fernández Calvete
- Pipistrello d'Oro Miglior Cortometraggio Straniero: First Like, regia di Alexander Rönnberg
- Pipistrello d'Oro Miglior Lungometraggio Italiano: My Little Sister, regia di Maurizio e Roberto Del Piccolo
- Pipistrello d'Oro Miglior Cortometraggio Italiano: Varicella, regia di Fulvio Risuleo
- Premio Mario Bava: non assegnato

2015
- Pipistrello d'Oro Miglior Lungometraggio Straniero: Landmine Goes Click, regia di Levan Bakhia
- Pipistrello d'Oro Miglior Cortometraggio Straniero: The Mill at Calder's End, regia di Kevin McTurk
- Pipistrello d'Oro Miglior Lungometraggio Italiano: Index Zero, regia di Lorenzo Sportiello
- Pipistrello d'Oro Miglior Cortometraggio Italiano: Memories, regia di Vincenzo Alfieri
- Premio Mario Bava: Fantasticherie di un passeggiatore solitario, regia di Paolo Gaudio

2014
- Pipistrello d'Oro Miglior Lungometraggio Straniero: Timelapse, regia di Bradley King
- Pipistrello d'Oro Miglior Cortometraggio Straniero: Happy Together, regia di Iossif Melamed
- Pipistrello d'Oro Miglior Lungometraggio Italiano: Oltre il guado, regia di Lorenzo Bianchini
- Pipistrello d'Oro Miglior Cortometraggio Italiano: Lievito Madre, regia di Fulvio Risuleo
- Premio Mario Bava: The Perfect Husband, regia di Lucas Pavetto
- Premio Mary Shelley: Soulmate, regia di Axelle Carolyn

2013
- Pipistrello d'Oro Miglior Lungometraggio Straniero: Errors of the human body, regia di Eron Sheean
- Pipistrello d'Oro Miglior Cortometraggio Straniero: Fist of Jesus, regia di Adrián Cardona e David Muñoz
- Pipistrello d'Oro Miglior Lungometraggio Italiano: P.O.E. - Project Of Evil, regia di Angelo Capasso, Giuseppe Capasso, Domiziano Cristopharo, Donatello Della Pepa, Giuliano Giacomelli, Remy Ginestet, Nathan Nicholovitch, Edo Tagliavini e Alberto Viavattene
- Pipistrello d'Oro Miglior Cortometraggio Italiano: Bios, regia di Grazia Tricarico

2012
- Pipistrello d'Oro Miglior Lungometraggio: The Hounds, regia di Roberto e Maurizio Del Piccolo
- Pipistrello d'Oro Miglior Cortometraggio: The Story of a Mother, regia di Alessandro de Vivo e Ivano Di Natale

2010
- Premio speciale: The Museum of Wonders, regia di Domiziano Cristopharo

2004
- Miglior film: Evilenko, regia di David Grieco

2003
- Miglior film: Paura.com, regia di William Malone
- Miglior cortometraggio: Space Off, regia di Tino Franco
- Migliori effetti speciali: Cappuccetto Rosso

2002
- Miglior film: The Inside Story, regia di Robert Sutherland
- Miglior regista: Robert Sutherland - The Inside Story
- Miglior attore: Vincent Gallo - Stranded - Naufraghi
- Miglior attrice: Maria de Medeiros - Stranded - Naufraghi
- Migliori effetti speciali: Ichi The Killer

2001
- Miglior film: Faust, regia di Brian Yuzna
- Miglior regia: Ryūhei Kitamura - Versus
- Miglior attore: Steve Railsback - Ed Gein - Il macellaio di Plainfield
- Miglior attrice: Sally Champlin - Ed Gein - Il macellaio di Plainfield
- Migliori effetti speciali: Faust
- Premio del pubblico: Faust, regia di Brian Yuzna
- Premio Lucio Fulci: Pure Blood, regia di Ken Kaplan

2000
- Miglior film: Nameless - Entità nascosta, regia di Jaume Balagueró
- Miglior regia: Anders Rønnow Klarlund - Besat
- Miglior attore: Lazar Ristovski - Zbogum na dvaesetiot vek
- Miglior attrice: Jennifer Tilly - La sposa di Chucky
- Migliori effetti speciali: La sposa di Chucky
- Premio speciale della giuria: Lighthouse, regia di Simon Hunter
- Premio del pubblico: The Convent, regia di Mike Mendez

1999
- Miglior film: Urban Ghost Story, regia di Geneviève Jolliffe
- Miglior regia: Agustí Villaronga - 99.9
- Miglior attore: Lars Bom - Skyggen
- Miglior attrice: Heather Ann Foster - Urban Ghost Story
- Migliori effetti speciali: Skyggen
- Premio speciale della giuria: Kiss My Blood, regia di David Jazay

1998
- Miglior film: Perdita Durango, regia di Álex de la Iglesia
- Miglior regia: Stuart Gordon - Il meraviglioso abito color gelato alla panna
- Miglior attore: Stuart Townsend - Resurrection Man
- Miglior attrice: Rosie Perez - Perdita Durango
- Migliori effetti speciali: Shadow Builder
- Migliore colonna sonora: Stefano Mainetti - Talos - L'ombra del faraone
- Premio speciale della giuria: alla miglior produzione: Daniel Sladek e Silvio Muraglia - Talos - L'ombra del faraone
- Premio speciale: Zhi ji sha ren fan, regia di Stephan Yip
- Premio alla carriera: William Lustig

1997
- Miglior film: Tromeo & Juliet, regia di Lloyd Kaufman
- Miglior regia: Alberto Sciamma - La lengua asesina
- Miglior attore: Paolo Rotondo - The Ugly - Genesi di un serial killer
- Miglior attrice: Isabelle Cyr - Karmina
- Migliori effetti speciali: Jakten på nyresteinen

1996
- Miglior film: Taxandria, regia di Raoul Servais
- Miglior regia: Óscar Aibar - Atolladero
- Miglior attore: Doug Bradley - Hellraiser - La stirpe maledetta
- Miglior attrice: Whoopi Goldberg - T-Rex - Il mio amico Dino
- Migliori effetti speciali: Anthony C. Ferrante - The Dentist
- Premio Lucio Fulci: Fatal Frames - Fotogrammi mortali, regia di Al Festa
- Premio alla carriera: Riccardo Freda

1995
- Miglior film: Il guardiano di notte, regia di Ole Bornedal
- Miglior regia: Guillermo del Toro - Cronos
- Miglior attore: Robert Englund - The Mangler - La macchina infernale
- Miglior attrice: Rikke Louise Andersson - Il guardiano di notte
- Migliori effetti speciali: Death Machine
- Miglior film indipendente: Shatter Dead, regia di Scooter McCrae
- Premio del pubblico: The Roly Poly Man - Un detective... molto speciale, regia di Bill Young
- Premio alla carriera: Ennio Morricone

1994
- Miglior film: Bai fa mo nu zhuan, regia di Ronny Yu
- Miglior regia: Jaroslav Brabec - Krvavý román
- Miglior attore: Le creature del film - Freaked – Sgorbi
- Migliori effetti speciali: Necronomicon
- Premio speciale: Dark Waters, regia di Mariano Baino
- Premio alla carriera: Freddie Francis

1993
- Miglior film: La metà oscura, regia di George A. Romero
- Miglior regia: Brian Henson - Festa in casa Muppet
- Miglior attore: Timothy Hutton - La metà oscura
- Miglior attrice: Nadia Cameron-Blakey - Merlin
- Miglior sceneggiatura: Paul Hunt e Nick McCarthy - La metà oscura
- Migliori effetti speciali: Xiao ao jiang hu: Dong Fang Bu Bai
- Premio speciale della giuria: FernGully - Le avventure di Zak e Crysta, regia di Bill Kroyer
- Premio alla carriera: George A. Romero e Christopher Lee

1992
- Miglior film: I sonnambuli, regia di Mick Garris
- Miglior regia: Mick Garris - I sonnambuli
- Miglior attore: Timothy Balme - Splatters - Gli schizzacervelli
- Miglior attrice: Alice Krige - I sonnambuli
- Miglior sceneggiatura: Stephen King - I sonnambuli
- Migliori effetti speciali: Splatters - Gli schizzacervelli

1991
- Miglior film: Adrenaline, regia di Renée e Marc Caro
- Miglior regia: Peter Jackson - Meet the Feebles
- Miglior attore: Lance Henriksen - Il pozzo e il pendolo
- Miglior attrice: Heidi (l'ippopotamo del film) - Meet the Feebles
- Migliori effetti speciali: Meet the Feebles
- Premio speciale: Il gioco delle ombre, regia di Stefano Gabrini - Notte profonda, regia di Fabio Salerno

1990
- Miglior film: Un minuto a mezzanotte, regia di René Manzor
- Miglior regia: René Manzor - Un minuto a mezzanotte
- Miglior attore: Klaus Maria Brandauer - L'orologiaio
- Miglior attrice: Elena Lokvleva - Lestniza

1989
- Miglior film: Tetsuo, regia di Shinya Tsukamoto
- Miglior regia: Ryu Kaneda - Mangetsu no kuchizuke
- Miglior attore: Randy Quaid, Bryan Madorsky - Pranzo misterioso
- Miglior attrice: Eri Fukatsu - Mangetsu no kuchizuke
- Migliori effetti speciali: La tana del serpente bianco
- Menzione speciale: The Dreaming, regia di Mario Andreacchio
- Premio del pubblico: Fuori di testa, regia di Peter Jackson
- Premio alla carriera: Alejandro Jodorowsky

1988
- Miglior film: Navigator - un'odissea nel tempo, regia di Vincent Ward
- Miglior regia: Siu-Tung Ching - Storia di fantasmi cinesi
- Miglior attore: Bruno Lawrence - As Time Goes by
- Miglior attrice: Mária Varga - Hol volt, hol nem volt
- Miglior effetti speciali: Il giorno della crisalide

1987
- Miglior film: Mannequin, regia di Michael Gottlieb
- Miglior regia: Michael Gottlieb - Mannequin
- Miglior attore: Andrew McCarthy - Mannequin
- Miglior attrice: Yvonne De Carlo - American gothic
- Migliori effetti speciali: Dolls
- Miglior opera prima: La casa del buon ritorno, regia di Beppe Cino

1986
- Miglior film: Re-Animator, regia di Stuart Gordon
- Miglior regia: Geoff Murphy - La Terra silenziosa
- Miglior attore: Bruno Lawrence - La Terra silenziosa
- Miglior attrice: Alexandra Stewart - Peau d'ange
- Migliori effetti speciali: Re-Animator
- Miglior cortometraggio: L'ultimo regalo del XX secolo, regia di Massimo Russo
- Miglior video: Biancaneve, regia di Francesco Abbondati
- Premio speciale: Miguel Bosé - El caballero del dragón
- Premio alla carriera: Val Guest e Michael Carreras

1985
- Miglior film: Philadelphia Experiment, regia di Stewart Raffill
- Miglior cortometraggio: Nausicaä della Valle del vento, regia di Hayao Miyazaki
- Menzione speciale: In compagnia dei lupi, regia di Neil Jordan
- Premio Seleco: Giovanotti Mondani Meccanici
- Premio speciale "FantaItaly": Dario Argento - Lamberto Bava - Pupi Avati

1984
- Miglior film: La zona morta, regia di David Cronenberg
- Miglior sceneggiatura: Nico Mastorakis e Fred Perry - Blind Date; Stephen Carpenter, Jeffrey Obrow - The Power
- Migliori effetti speciali: Tempesta metallica
- Premio del pubblico: La zona morta, regia di David Cronenberg
- Premio speciale: Quest, regia di Saul Bass

1983
- Miglior film: Panik, regia di Sándor Reisenbüchler
- Miglior regia: King Hu - Da lunhui
- Miglior attore: Oliver Reed - Dr. Heckyl and Mr. Hype
- Miglior sceneggiatura: William Dear e Michael Nesmith - Timerider - una moto contro il muro del tempo
- Miglior fotografia: Louis Horvath - Strange Invaders

1982
- Miglior film: Malevil, regia di Christian de Chalonge; Slok, regia di John Landis
- Miglior regia: Olle Hellbom - Bröderna Lejonhjärta
- Miglior attore: George C. Scott - Changeling
- Miglior attrice: Bella Tanay - Az eröd
- Migliori effetti speciali: Inseminoid - Un tempo nel futuro
- Miglior film per bambini: Chronopolis, regia di Piotr Kamler; Les maîtres du temps, regia di René Laloux, Jean Giraud

1981
- Miglior film: Ovunque nel tempo, regia di Jeannot Szwarc
- Miglior attore: Christopher Reeve - Ovunque nel tempo
- Miglior attrice: Lily Tomlin - The Incredible Shrinking Woman
- Miglior fotografia: Edward Scaife - The Water Babies
- Migliori effetti speciali: Scared to Death
- Miglior thriller: Lady Stay Dead, regia di Terry Bourke
- Premio del pubblico: Il club dei mostri, regia di Roy Ward Baker